# Godasa sidae
Godasa sidae är en fjärilsart som beskrevs av Fabricius 1793. Godasa sidae ingår i släktet Godasa och familjen nattflyn. Inga underarter finns listade i Catalogue of Life.